# Оаксака, Кампо Оаксака (Наволато)
Оаксака, Кампо Оаксака (шп. Oaxaca, Campo Oaxaca) насеље је у Мексику у савезној држави Синалоа у општини Наволато. Насеље се налази на надморској висини од 4 м.

## Становништво
Према подацима из 2005. године у насељу су живела 4 становника.

### Хронологија
| Година       | 2000            | 2005 |
| ------------ | --------------- | ---- |
| Становништво | 981 (537 / 444) | 4    |

### Попис
| # | Индикатор                        | Вредност |
| - | -------------------------------- | -------- |
| 1 | Укупно појединачних домаћинстава | 1        |